# Минерал (окръг, Монтана)
Вижте пояснителната страница за други значения на Минерал.
Окръг Минерал (на английски: Mineral County) е окръг в щата Монтана, Съединени американски щати. Площта му е 3168 km², а населението - 4265 души (2017). Административен център е град Съпириър.